# 马里戈

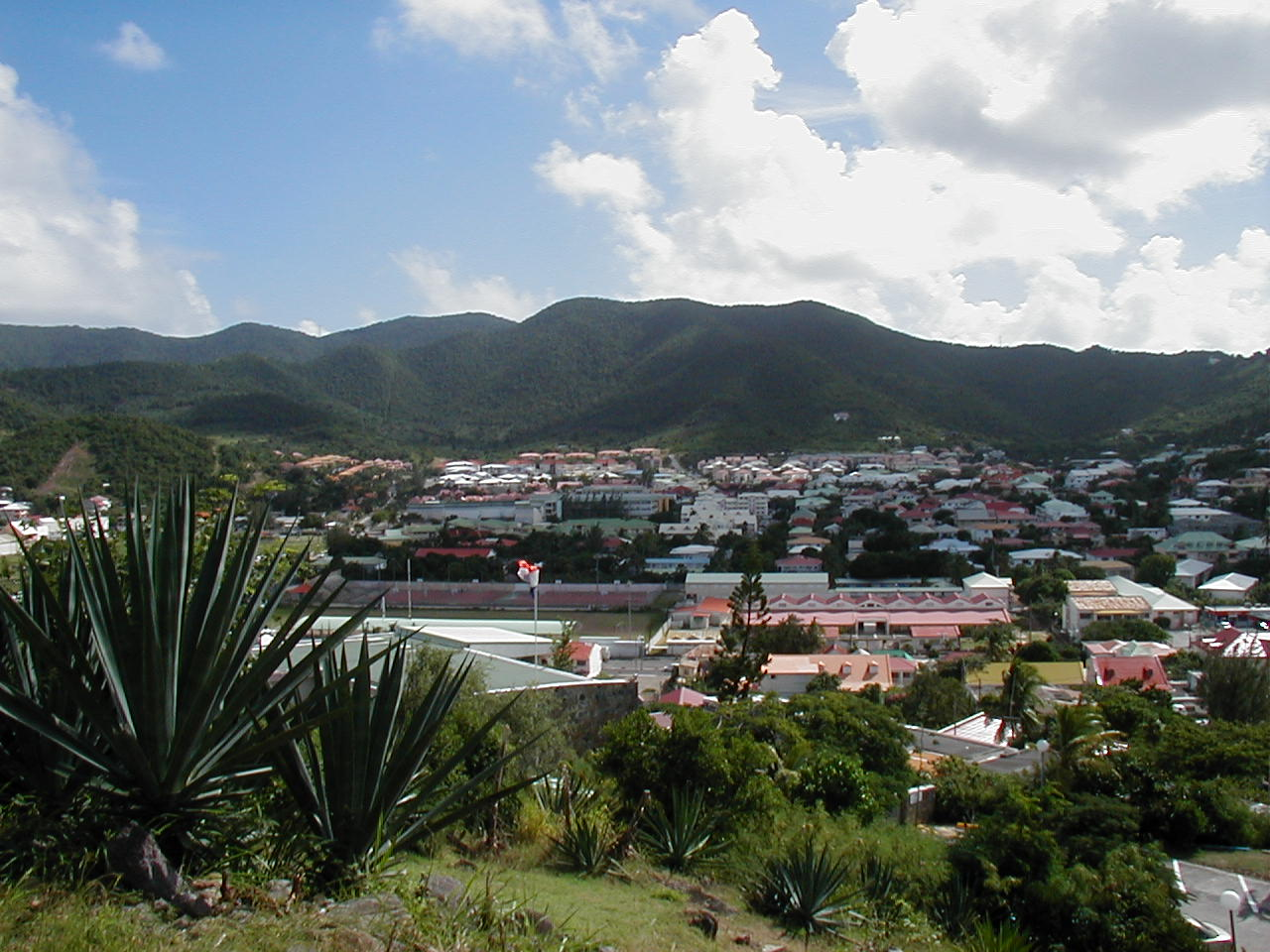
馬里戈

马里戈（法語：Marigot，發音：[maʁiɡo]）是加勒比地區法属圣马丁的首府。2006年，人口为5,700。馬里戈是具有典型加勒比风格的城市，市内有许多加勒比特色的姜饼屋和街边小酒馆。每逢周三和周六上午，市内会有集市，会出售椰子、鳄梨、甘薯等产品。

## 外部連結
- www.geographia.com, St Martin （页面存档备份，存于）